# 大地法
大地法，又稱遍大地法、十大地法 (daśa mahābhūmikā dharmāḥ)，佛教術語，是心所的分類法之一，由說一切有部提出。有十種心所被分類為大地法之中，包括受、想、思、觸、欲、慧、念、作意、勝解、三摩地等十個心所。大地法可通於善、惡，與一切心相應俱起。
《俱舍論》將其列入五位七十五法之中。唯識學派將其列入五位百法中。它相當於《攝阿毘達摩義論》中五十二心所法中的通一切心心所。

## 定義
說一切有部認為，大地法可與一切心相應俱起，所以稱為大地法。
1. 受
2. 想
3. 思
4. 觸
5. 欲
6. 慧
7. 念
8. 作意
9. 勝解
10. 三摩地